# Chuck Parsons

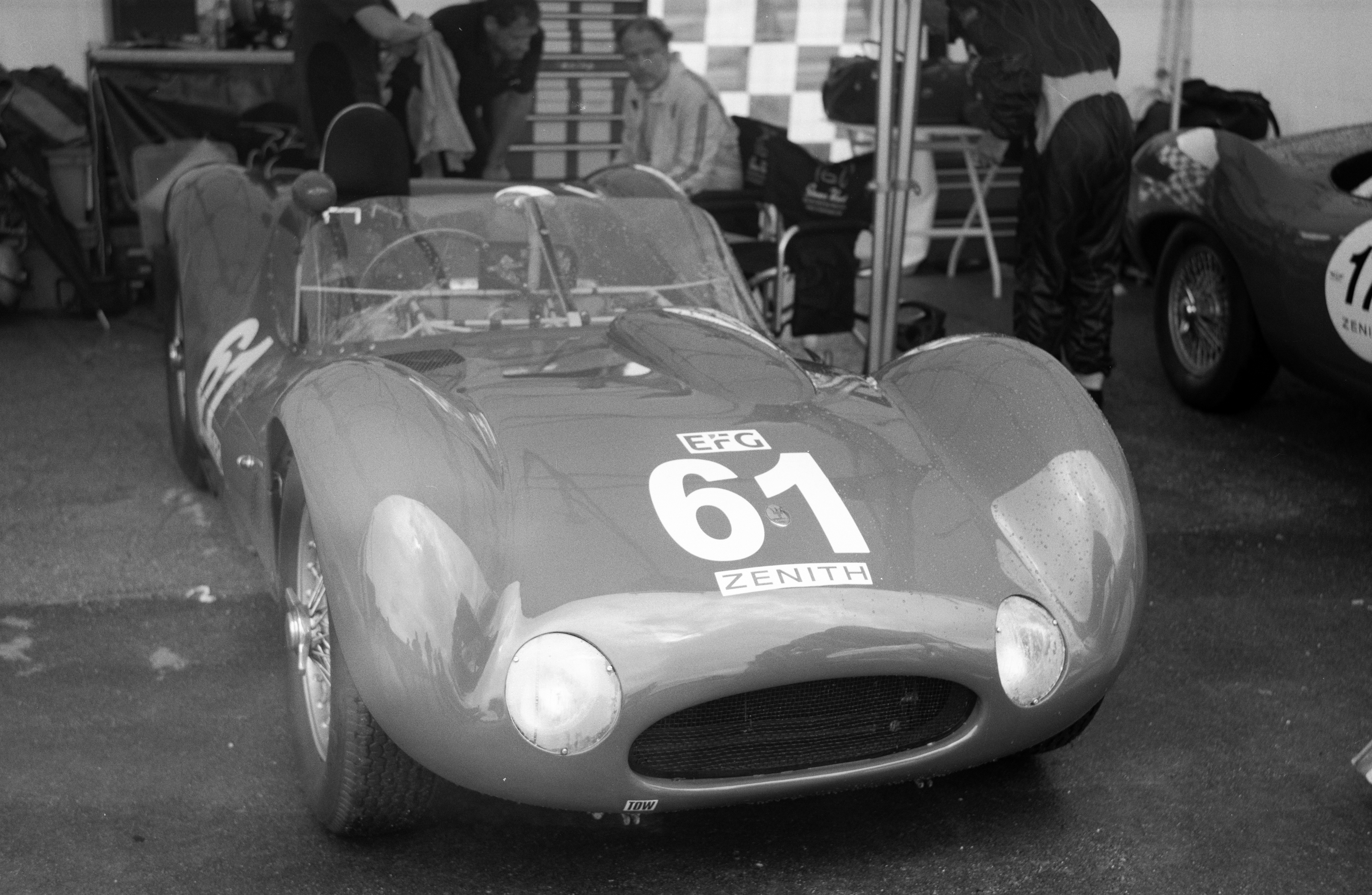
Auf einem Maserati Birdcage feierte Chuck Parsons 1961 erste Erfolge im Motorsport

Charles Walter „Chuck“ Parsons (* 6. Februar 1924 in Bruin; † 3. Januar 1999 in Walnut) war ein US-amerikanischer Autorennfahrer.

## Frühe Jahre
Chuck Parsons kam in einer Kleinstadt im US-amerikanischen Bundesstaat Kentucky zur Welt. Im Alter von fünf Jahren brach er sich ein Hüftgelenk. Der schlechte Heilungsprozess sorgte für sein lebenslanges Hinken. 1948 zog er nach Kalifornien und ließ sich in Monterey nieder. Er arbeitete als Autoverkäufer und eröffnete 1950 einen Gebrauchtwagenhandel.

## Karriere als Rennfahrer
Seine Rennkarriere begann 1958, als er mit einem Austin-Healey Amateurrennen bestritt. Auf den Austin-Healey folgte ein Porsche 356 A Carrera, mit dem er im März 1959 in Pomona sein erstes Rennen gewann. 1960 ging er in der SCCA-Sportwagen-Meisterschaft auf einem Lotus 15 an den Start, den er 1961 bei Jim Hall für einen Maserati Birdcage in Zahlung gab. Mit dem Birdcage gewann er 1961 vier Rennen und etablierte sich als Sportwagenpilot.
Neben seinen Starts in der SCCA-Meisterschaft war er auch regelmäßig in der USSRC-Sportwagenserie gemeldet. Er konnte in beiden Rennserien immer wieder Rennen gewinnen, einen Meisterschaftstitel erreichte der jedoch nicht. 1966 bestritt er seine erste Can-Am-Saison. Parsons fuhr einen McLaren M1B und beendete die Meisterschaft (Meister John Surtees im Lola T70 Mk. 2 SL71/17) als Gesamtachter. Seine beste Can-Am-Saison hatte er 1969, als er für das Team von Carl Haas mit den Einsatzwagen Lola T162 und T163 hinter den beiden McLaren-Werkspiloten Bruce McLaren und Denny Hulme (McLaren M8B) den dritten Gesamtrang erreichte.
Ende der 1960er-Jahre fuhr er Sportwagenrennen für das North American Racing Team, ging 1970 beim 24-Stunden-Rennen von Le Mans an den Start und wurde gemeinsam mit Mike Parkes im Ferrari 312P Coupé Gesamtsechster beim 12-Stunden-Rennen von Sebring. Seinen größten Erfolg bei einem Einzelrennen erreichte er durch den Unfall eines Fahrerkollegen. Nachdem sich Ronnie Bucknum bei einem Motorradunfall den Finger gebrochen hatte, wurde Parsons kurz vor dem Start zum 24-Stunden-Rennen von Daytona 1969 als dessen Ersatzmann verpflichtet. Er gewann das Rennen gemeinsam mit Mark Donohue auf einem von Roger Penske gemeldeten Lola T70 Mk.3B GT. Nach dem Ablauf der Saison 1972 trat er vom aktiven Rennsport zurück. Er starb Anfang Januar 1999 an einer Hirnblutung.

## Statistik

### Le-Mans-Ergebnisse
| Jahr | Team                       | Fahrzeug      | Teamkollege               | Platzierung     | Ausfallgrund |
| ---- | -------------------------- | ------------- | ------------------------- | --------------- | ------------ |
| 1967 | North American Racing Team | Ferrari 365P2 | Ricardo Rodríguez-Cavazos | Ausfall         | Unfall       |
| 1970 | North American Racing Team | Ferrari 312P  | Tony Adamowicz            | nicht klassiert |              |

### Sebring-Ergebnisse
| Jahr | Team                       | Fahrzeug           | Teamkollege     | Platzierung | Ausfallgrund |
| ---- | -------------------------- | ------------------ | --------------- | ----------- | ------------ |
| 1969 | N.A.R.T.                   | Ferrari 250P       | Pedro Rodríguez | Rang 37     |              |
| 1970 | N.A.R.T.                   | Ferrari 312P Coupé | Mike Parkes     | Rang 6      |              |
| 1971 | North American Racing Team | Ferrari 512S       | David Weir      | Ausfall     | Kühler       |

### Einzelergebnisse in der Sportwagen-Weltmeisterschaft
| Saison | Team                                   | Rennwagen                 | 1   | 2   | 3   | 4   | 5   | 6   | 7   | 8   | 9   | 10  | 11  | 12  | 13  | 14  | 15  | 16  | 17  | 18  | 19  | 20  |
| ------ | -------------------------------------- | ------------------------- | --- | --- | --- | --- | --- | --- | --- | --- | --- | --- | --- | --- | --- | --- | --- | --- | --- | --- | --- | --- |
| 1964   | Randy Hilton                           | Shelby Cobra              | DAY | SEB | TAR | MON | SPA | CON | NÜR | ROS | LEM | REI | FRE | CCE | RTT | SIM | NÜR | MON | TDF | BRI | BRI | PAR |
| 1964   | Randy Hilton                           | Shelby Cobra              |     |     |     |     |     |     |     |     |     |     |     |     |     |     |     | 8   |     |     |     |     |
| 1967   | NART                                   | Ferrari 365P2             | DAY | SEB | MON | SPA | TAR | NÜR | LEM | HOK | MUG | BRH | CCE | ZEL | OVI | NÜR |     |     |     |     |     |     |
| 1967   | NART                                   | Ferrari 365P2             |     |     |     | DNF |     |     |     |     |     |     |     |     |     |     |     |     |     |     |     |     |
| 1968   | Ecurie Bonnier NART                    | Lola T70 Ferrari 250P     | DAY | SEB | BRH | MON | TAR | NÜR | SPA | WAT | ZEL | LEM |     |     |     |     |     |     |     |     |     |     |
| 1968   | Ecurie Bonnier NART                    | Lola T70 Ferrari 250P     |     |     |     |     | 10  |     |     |     |     |     |     |     |     |     |     |     |     |     |     |     |
| 1969   | Team Penske                            | Lola T70                  | DAY | SEB | BRH | MON | TAR | SPA | NÜR | LEM | WAT | ZEL |     |     |     |     |     |     |     |     |     |     |
| 1969   | Team Penske                            | Lola T70                  | 1   | 37  |     |     |     |     |     |     |     |     |     |     |     |     |     |     |     |     |     |     |
| 1970   | NART                                   | Ferrari 512S Ferrari 312P | DAY | SEB | BRH | MON | TAR | SPA | NÜR | LEM | WAT | ZEL |     |     |     |     |     |     |     |     |     |     |
| 1970   | NART                                   | Ferrari 512S Ferrari 312P | DNF | 6   |     |     |     |     |     | DNF |     |     |     |     |     |     |     |     |     |     |     |     |
| 1971   | North American Racing Team Dean Racing | Ferrari 512S Porsche 908  | BUA | DAY | SEB | BRH | MON | SPA | TAR | NÜR | LEM | ZEL | WAT |     |     |     |     |     |     |     |     |     |
| 1971   | North American Racing Team Dean Racing | Ferrari 512S Porsche 908  |     | DNF | DNF |     |     |     |     |     |     |     | DNF |     |     |     |     |     |     |     |     |     |